# 프레셰 도함수
함수해석학에서 프레셰 도함수(영어: Fréchet derivative)는 두 바나흐 공간 사이의 함수에 대하여 정의할 수 있는 도함수이다. 가토 도함수보다 더 강한 개념이다. 즉, 어떤 바나흐 공간 위의 함수가 프레셰 미분가능이라면 그 함수는 가토 미분가능하지만, 그 역은 성립하지 않는다.

## 정의
두 바나흐 공간 {\displaystyle V,W} 사이의 함수 {\displaystyle f\colon V\to W} 및 {\displaystyle v\in V}에 대하여, 다음 성질을 만족시키는 유계 작용소 {\displaystyle D_{v}f\colon V\to W}가 존재한다면, {\displaystyle f}를 {\displaystyle v}에서 프레셰 미분 가능하다고 하고, {\displaystyle D_{v}f}를 {\displaystyle f}의 {\displaystyle v}에서의 프레셰 도함수라고 한다.
{\displaystyle \lim _{\epsilon \to 0}{\frac {\Vert f(v+\epsilon )-f(v)-D_{v}f(\epsilon )\Vert }{\Vert \epsilon \Vert }}=0}
즉, 함수
{\displaystyle g\colon V\setminus \{0\}\to \mathbb {R} }
{\displaystyle g\colon \epsilon \mapsto {\frac {\Vert f(v+\epsilon )-f(v)-D_{v}f(\epsilon )\Vert }{\Vert \epsilon \Vert }}}
가 {\displaystyle \epsilon =0}에서 극한 0을 가져야 한다.

## 성질
만약 함수 {\displaystyle f\colon V\to W}가 {\displaystyle v\in V}에서 프레셰 미분 가능하다면, {\displaystyle f}는 {\displaystyle v}에서 가토 미분 가능하다. 그러나 그 역은 성립하지 않는다. 만약 {\displaystyle f\colon V\to W}의 {\displaystyle v\in V}에서의 프레셰 도함수가 {\displaystyle D_{v}f}라면, {\displaystyle v}에서의, {\displaystyle u\in V} 방향의 가토 도함수는 {\displaystyle D_{v}f(u)}이다.

## 같이 보기
- 가토 도함수